# Ander Imaz
Ander Imaz Retegi, llamado Imaz, nacido en Oyarzun (Guipúzcoa) el 30 de diciembre de 1994, es un pelotari español de pelota vasca en la modalidad de mano, juega en la posición de zaguero.

## Final del Campeonato de Parejas
| Año  | Campeones            | Subcampeones | Tanteo | Frontón       |
| ---- | -------------------- | ------------ | ------ | ------------- |
| 2022 | Altuna III - Martija | Laso - Imaz  | 22-20  | Bizkaia       |
| 2023 | Elordi - Zabaleta    | Laso - Imaz  | 22-13  | Navarra Arena |